# Dannemann Cigarrenfabrik

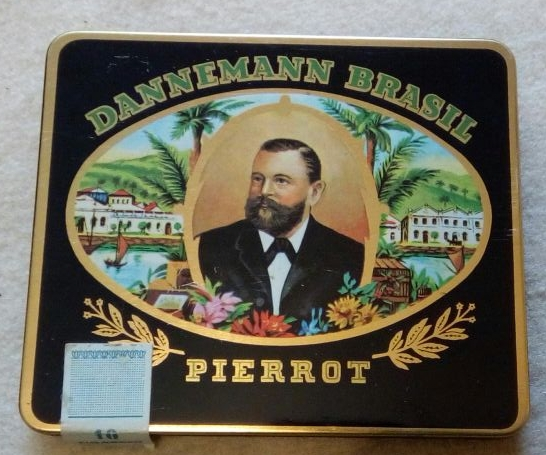
Metallverpackung von Dannemann Zigarillos aus den 1990er Jahren.

Die Dannemann Cigarrenfabrik GmbH ist eine Zigarrenfabrik in der ostwestfälischen Stadt Lübbecke in Nordrhein-Westfalen. Dannemann ist im Segment Zigarren und Zigarillos Marktführer in Deutschland und besitzt die Marke Dannemann.

## Geschichte
Das Unternehmen wurde von dem in Bremen geborenen Unternehmer Geraldo Dannemann gegründet, der 1872 im Alter von 21 Jahren nach Brasilien ausgewandert war. 1873 eröffnete er in der dortigen Kleinstadt São Félix eine Zigarrenfabrik. Er war in seiner Kindheit schon immer in Kontakt mit Zigarren gewesen, sodass er das Potential vor Ort erkannte. Zunächst begann er mit sechs Mitarbeitern, den Tabak anzubauen, die Zigarren zu formen und nach Europa zu exportieren. Ab 1910 vergrößerte er sich auf etwa 4000 Mitarbeiter an sieben Fabrikstandorten. Damit wurde er zu einem der wichtigsten Industriellen des brasilianischen Bundeslandes Bahia.
1922 erfolgte die Fusion der Firmen von Dannemann und Stender zur Companhia de Charutos Dannemann. Der Zweite Weltkrieg unterbrach wegen des Wirtschaftsembargos den transatlantischen Handel und Dannemann wurde in Brasilien enteignet und die Firma von der brasilianischen Bank Banco do Brasil geführt. Nach dem Krieg erhielt Dannemann seine Besitzungen in Brasilien zurück. 1954 musste er Konkurs anmelden. In der Nachfolgezeit gehörte die Marke Dannemann zunächst zu der in Lübbecke beheimateten Zigarrenfabrik August Blase AG bevor die Marke zur in Minden verorteten Unternehmensgruppe Melitta wechselte. Anschließend wurde sie verkauft.
Die Rechte an der Marke Dannemann wurden nach Liechtenstein verkauft. Die deutsche Dannemann GmbH und die schweizerische Firma Burger Söhne teilten sich die Nutzungsrechte der Marke. 1988 kaufte die Burger Gruppe die deutschen Markenrechte für Dannemann und übernahm die Dannemann GmbH in Lübbecke, seither ist die Marke in einer Hand. Nach der Wende wurde ein weiterer Produktionsstandort in Treffurt eröffnet. Seit den 1980er Jahren wurden die Produkte weiterentwickelt, so wurden die Metalldose zum Transport in der Tasche sowie bessere Verpackungen zur Frischhaltung eingeführt. 1994 wurde der aromatisierte Zigarillo, die Dannemann Moods, auf den Markt gebracht, es folgte eine Variante als Filtercigarillo.

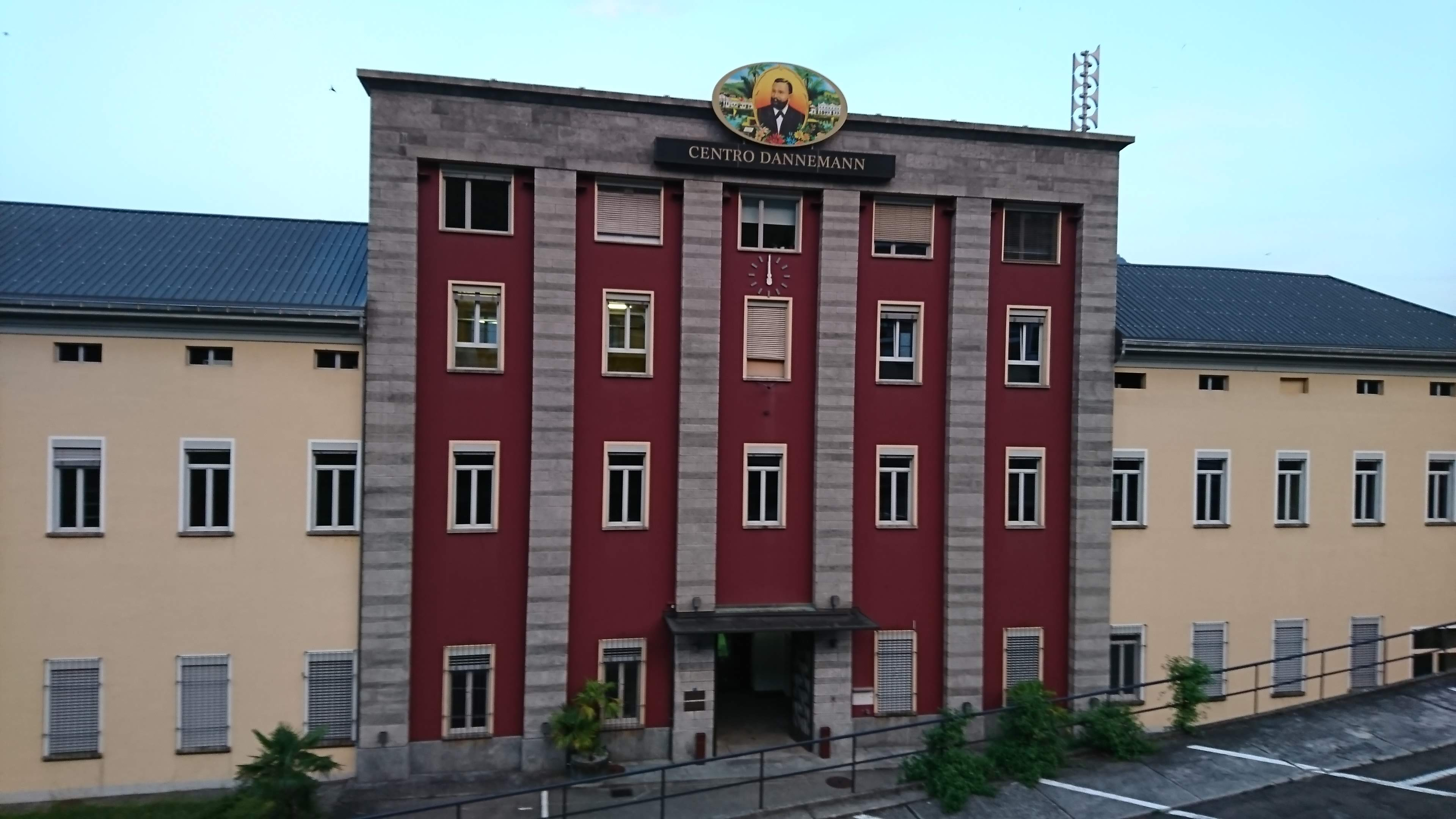
Centro Dannemann Brissago, Schweiz 2020

Angelehnt an das Centro Cultural Dannemann in Bahia, Brasilien, wurde Anfang 2002 das Centro Dannemann in Brissago in der Schweiz gegründet. Die Dannemann Gruppe ist heute (2011) eines der traditionsreichsten europäischen Tabakunternehmen und Marktführer in Deutschland im Bereich Zigarillos und Zigarren. In Lübbecke befindet sich der deutsche Standort von Dannemann, mit Produktion und Verwaltung.

## Produkte
Bei den Produkten von Dannemann werden ausschließlich Sumatra und Brasil Tabake bei der Herstellung verwendet.
Bekanntestes Neuprodukt ist Dannemann Moods.